# 劉惟忠
劉惟忠（1584年—17世紀），字赤生，號泰階，湖廣荊州府石首縣人，明朝政治人物。

## 生平
劉惟忠是萬曆三十四年（1606年）舉人，次年（1607年）聯捷丁未科進士，都察院观政，次年獲授豐潤知縣，三十八年調任寶坻，四十二年考选，四十七年（1619年）选授山东道御史，九月奉敕巡按山西。天啟三年掌河南道印，本年升太仆寺少卿，天啓五年他因彈劾魏忠賢被革職，正直名聲震動朝野，後事不詳。

## 家族
曾祖劉天與。祖父劉儒。父劉見賢。母吴氏。重庆下。弟惟清、惟芳、惟禎、惟惠。

## 引用
1. 1 2  同治《石首縣志·卷六·人物志》：劉惟忠，字泰階，萬厯丁未進士。除豐潤知縣，改寶坻，擢御史巡按山西，尋補河南道御史。天啟初，疏劾魏忠賢，褫職歸里，直聲動朝野；忠賢誅，起太僕寺少卿。 舊志
2. ↑  同治《石首縣志·卷五·選舉志》：（萬曆）三十四年丙午科 解元張希喆 劉惟忠 有傳
3. ↑  《萬曆三十五年丁未科进士履历便览》：劉惟忠，泰階，書四房，甲申正月初九日生。石首人。丙午乡二十六名，会二十六名，三甲一百四十九名。都察院政，戊申授顺天豐潤知县，庚戌调宝坻县，甲寅考选，己未授山东道御史，山西巡按，癸亥掌河南道印，本年升太仆寺少卿，乙丑革职。曾祖天與。祖儒。父見賢。
4. ↑  龚延明主编 (编). . 宁波: 宁波出版社. 2016. ISBN 978-7-5526-2320-8. 《天一閣藏明代科舉錄選刊.登科錄》之《萬曆三十五年丁未科進士登科録》